# Darija Jurak
Darija Jurak, née le 5 avril 1984 à Zagreb, est une joueuse de tennis croate, spécialiste du double.
Elle a remporté neuf titres en doubles dames sur le circuit WTA.

## Palmarès

### Titres en double dames
| No | Date       | Nom et lieu du tournoi          | Catégorie | Dotation    | Surface      | Partenaire             | Finalistes                                | Score             |          |
| -- | ---------- | ------------------------------- | --------- | ----------- | ------------ | ---------------------- | ----------------------------------------- | ----------------- | -------- |
| 1  | 31-03-2014 | Monterrey Open Monterrey        | Intern'l  | 500 000 $   | Dur (ext.)   | Megan Moulton-Levy     | Tímea Babos Olga Govortsova               | 7-65, 3-6, [11-9] | Parcours |
| 2  | 15-02-2016 | Tennis Championships Dubaï      | Premier   | 2 000 000 $ | Dur (ext.)   | Chuang Chia-jung       | Caroline Garcia Kristina Mladenovic       | 6-4, 6-4          | Parcours |
| 3  | 19-06-2016 | Aegon International Eastbourne  | Premier   | 776 878 $   | Gazon (ext.) | Anastasia Rodionova    | Chan Hao-ching Chan Yung-jan              | 5-7, 7-64, [10-6] | Parcours |
| 4  | 27-02-2017 | Abierto Mexicano Acapulco       | Intern'l  | 250 000 $   | Dur (ext.)   | Anastasia Rodionova    | Verónica Cepede Royg Mariana Duque Mariño | 6-3, 6-2          | Parcours |
| 5  | 30-07-2018 | Citi Open Washington            | Intern'l  | 226 750 $   | Dur (ext.)   | Han Xinyun             | Alexa Guarachi Erin Routliffe             | 6-3, 6-2          | Parcours |
| 6  | 19-08-2019 | Bronx Open New York             | Intern'l  | 226 750 $   | Dur (ext.)   | M. J. Martínez Sánchez | Margarita Gasparyan Monica Niculescu      | 7-5, 2-6, [10-7]  | Parcours |
| 7  | 07-03-2021 | Tennis Championships Dubaï      | WTA 1000  | 1 845 490 $ | Dur (ext.)   | Alexa Guarachi         | Xu Yifan Yang Zhaoxuan                    | 6-0, 6-3          | Parcours |
| 8  | 20-06-2021 | Bad Homburg Open Bad Homburg    | WTA 250   | 235 238 $   | Gazon (ext.) | Andreja Klepač         | Nadiia Kichenok Raluca Olaru              | 6-3, 6-1          | Parcours |
| 9  | 02-08-2021 | Silicon Valley Classic San José | WTA 500   | 565 530 $   | Dur (ext.)   | Andreja Klepač         | Gabriela Dabrowski Luisa Stefani          | 6-1, 7-5          | Parcours |

### Finales en double dames
| No | Date       | Nom et lieu du tournoi                         | Catégorie | Dotation    | Surface         | Vainqueures                         | Partenaire          | Score            |          |
| -- | ---------- | ---------------------------------------------- | --------- | ----------- | --------------- | ----------------------------------- | ------------------- | ---------------- | -------- |
| 1  | 09-07-2012 | XXV Internazionali Femminili Palerme           | Intern'l  | 220 000 $   | Terre (ext.)    | Renata Voráčová Barbora Z. Strýcová | Katalin Marosi      | 7-65, 6-4        | Parcours |
| 2  | 29-04-2013 | Portugal Open Oeiras                           | Intern'l  | 235 000 $   | Terre (ext.)    | Chan Hao-ching Kristina Mladenovic  | Katalin Marosi      | 7-63, 6-2        | Parcours |
| 3  | 22-07-2013 | Bank of the West Classic Stanford              | Premier   | 795 707 $   | Dur (ext.)      | Raquel Kops-Jones Abigail Spears    | Julia Görges        | 6-2, 7-64        | Parcours |
| 4  | 06-04-2015 | Family Circle Cup Charleston                   | Premier   | 731 000 $   | Terre (ext.)    | Martina Hingis Sania Mirza          | Casey Dellacqua     | 6-0, 6-4         | Parcours |
| 5  | 12-10-2015 | Tianjin Open Tianjin                           | Intern'l  | 500 000 $   | Dur (ext.)      | Xu Yifan Zheng Saisai               | Nicole Melichar     | 6-2, 3-6, [10-8] | Parcours |
| 6  | 18-07-2016 | Bank of the West Classic Stanford              | Premier   | 753 000 $   | Dur (ext.)      | Raquel Atawo Abigail Spears         | Anastasia Rodionova | 6-3, 6-4         | Parcours |
| 7  | 30-01-2017 | St. Petersburg Ladies Trophy Saint-Pétersbourg | Premier   | 776 000 $   | Dur (int.)      | Jeļena Ostapenko Alicja Rosolska    | Xenia Knoll         | 3-6, 6-2, [10-5] | Parcours |
| 8  | 10-09-2018 | Coupe Banque Nationale Québec                  | Intern'l  | 226 750 $   | Moquette (int.) | Asia Muhammad Maria Sanchez         | Xenia Knoll         | 6-4, 6-3         | Parcours |
| 9  | 15-10-2018 | VTB Kremlin Cup Moscou                         | Premier   | 790 208 $   | Dur (int.)      | Alexandra Panova Laura Siegemund    | Raluca Olaru        | 6-2, 7-62        | Tableau  |
| 10 | 13-01-2020 | Adelaide International Adélaïde                | Premier   | 782 900 $   | Dur (ext.)      | Nicole Melichar Xu Yifan            | Gabriela Dabrowski  | 2-6, 7-5, [10-5] | Parcours |
| 11 | 16-05-2021 | Emilia-Romagna Open Parme                      | WTA 250   | 235 238 $   | Terre (ext.)    | Cori Gauff Catherine McNally        | Andreja Klepač      | 6-3, 6-2         | Parcours |
| 12 | 09-08-2021 | National Bank Open Montréal                    | WTA 1000  | 1 835 490 $ | Dur (ext.)      | Gabriela Dabrowski Luisa Stefani    | Andreja Klepač      | 6-3, 6-4         | Parcours |
| 13 | 03-01-2022 | Adelaide International 1 Adélaïde              | WTA 500   | 703 580 $   | Dur (ext.)      | Ashleigh Barty Storm Sanders        | Andreja Klepač      | 6-1, 6-4         | Parcours |

### Finale en double en WTA 125
| No | Date       | Nom et lieu du tournoi     | Catégorie | Dotation  | Surface    | Vainqueures               | Partenaire    | Score    |          |
| -- | ---------- | -------------------------- | --------- | --------- | ---------- | ------------------------- | ------------- | -------- | -------- |
| 1  | 08-09-2015 | Dalian Women's Open Dalian | WTA 125   | 125 000 $ | Dur (ext.) | Zhang Kailin Zheng Saisai | Chan Chin-wei | 6-3, 6-4 | Parcours |

## Parcours en Grand Chelem

### En simple
N'a jamais participé à un tableau final.

### En double dames
| Année | Open d'Australie              | Open d'Australie       | Internationaux de France      | Internationaux de France | Wimbledon                     | Wimbledon             | US Open                     | US Open                 |
| ----- | ----------------------------- | ---------------------- | ----------------------------- | ------------------------ | ----------------------------- | --------------------- | --------------------------- | ----------------------- |
| 2004  | 1er tour (1/32) Mervana Jugić | T. Križan Srebotnik    | 1er tour (1/32) Mervana Jugić | Els Callens Meilen Tu    | 1er tour (1/32) Mervana Jugić | B.Schett P. Schnyder  | —                           | —                       |
|       |                               |                        |                               |                          |                               |                       |                             |                         |
| 2010  | —                             | —                      | 2e tour (1/16) P. Martić      | Llagostera MJ Martínez   | —                             | —                     | 1er tour (1/32) Kaia Kanepi | Chuang Ch-j. Govortsova |
| 2011  | —                             | —                      | 1er tour (1/32) Daniilídou    | Grönefeld P. Schnyder    | —                             | —                     | —                           | —                       |
| 2012  | 1er tour (1/32) Bratchikova   | Gajdošová B. Mattek    | 1er tour (1/32) Barrois       | Peschke Srebotnik        | 2e tour (1/16) Marosi         | Makarova E. Vesnina   | 2e tour (1/16) Marosi       | B. Mattek Sania Mirza   |
| 2013  | 2e tour (1/16) K. Marosi      | Petrova Srebotnik      | 2e tour (1/16) Chan H-ch.     | Husárová Lisicki         | 3e tour (1/8) Tanasugarn      | Hsieh S-w. Peng Shuai | 1er tour (1/32) Grandin     | Raquel Kops A. Spears   |
| 2014  | 1er tour (1/32) A. Klepač     | Adamczak Rogowska      | 1er tour (1/32) Jovanovski    | Dushevina Zheng S.       | 1er tour (1/32) M. Moulton    | Hsieh S-w. Peng Shuai | 2e tour (1/16) M. Moulton   | Hsieh S-w. Peng Shuai   |
| 2015  | 1er tour (1/32) M. Moulton    | Zarina Diyas Scheepers | 1er tour (1/32) A. Riske      | Rodionova                | 2e tour (1/16) Ana Konjuh     | Raquel Kops A. Spears | 1er tour (1/32) Chan Ch-w.  | C. Garcia Srebotnik     |
| 2016  | 1er tour (1/32) Melichar      | M. Sanchez St. Vogt    | 2e tour (1/16) Ana Konjuh     | Gasparyan Kuznetsova     | 2e tour (1/16) Rodionova      | J. Konta M. Sanchez   | 2e tour (1/16) Rodionova    | E. Hozumi Miyu Kato     |
| 2017  | 1er tour (1/32) Rodionova     | A. Cornet Linette      | 2e tour (1/16) Rodionova      | Nao Hibino Rosolska      | 1er tour (1/32) Wang Qiang    | L. Kichenok Tsurenko  | 1er tour (1/32) N. Broady   | M. Barthel Witthöft     |
| 2018  | 1er tour (1/32) Nao Hibino    | J. Moore Ellen Perez   | 2e tour (1/16) Donna Vekić    | Jakupović Khromacheva    | 1er tour (1/32) Wang Qiang    | Aoyama J. Brady       | 1er tour (1/32) Xenia Knoll | Hsieh S-w. Sabalenka    |
| 2019  | 2e tour (1/16) Han Xinyun     | Tímea Babos Mladenovic | 1er tour (1/32) R. Olaru      | Friedsam Siegemund       | 1er tour (1/32) Srebotnik     | K. Kozlova Rodionova  | 1er tour (1/32) MJ Martínez | Peng Shuai Rosolska     |
| 2020  | 1/8 de finale Stojanović      | Hsieh S-w. Strýcová    | —                             | —                        | Annulé                        | Annulé                | 1er tour (1/16) Fichman     | Peschke Schuurs         |
| 2021  | 1/2 finale Stojanović         | Krejčíková Siniaková   | 1/4 de finale A. Klepač       | Mattek-Sands Iga Świątek | 1er tour (1/32) A. Klepač     | P. Martić Sh. Rogers  | 1/8 de finale A. Klepač     | Coco Gauff C. McNally   |
| 2022  | 1er tour (1/32) A. Klepač     | Martincová Vondroušová | —                             | —                        | —                             | —                     | —                           | —                       |

N.B. : le nom de la partenaire se trouve sous le résultat ; le nom des ultimes adversaires se trouve à droite.

### En double mixte
| Année | Open d'Australie           | Open d'Australie       | Internationaux de France | Internationaux de France | Wimbledon                  | Wimbledon              | US Open                       | US Open                 |
| ----- | -------------------------- | ---------------------- | ------------------------ | ------------------------ | -------------------------- | ---------------------- | ----------------------------- | ----------------------- |
| 2013  | —                          | —                      | —                        | —                        | 2e tour (1/16) R. Farah    | Zheng Jie Bopanna      | —                             | —                       |
| 2014  | —                          | —                      | —                        | —                        | 1er tour (1/32) R. Farah   | N. Broady Skupski      | —                             | —                       |
| 2015  | 1er tour (1/16) Ivan Dodig | A. Medina Andújar      | —                        | —                        | —                          | —                      | —                             | —                       |
| 2016  | —                          | —                      | —                        | —                        | 1er tour (1/32) Mate Pavić | M.D. Mariño JS Cabal   | 1er tour (1/16) F. Martin     | Hlaváčková L. Kubot     |
| 2017  | 2e tour (1/8) J-J. Rojer   | Sam Stosur Sam Groth   | 1er tour (1/16) Pavić    | S. Mirza Ivan Dodig      | 1er tour (1/32) Daniell    | L. Kichenok Mate Pavić | —                             | —                       |
|       |                            |                        |                          |                          |                            |                        |                               |                         |
| 2019  | —                          | —                      | 2e tour (1/8) Krajicek   | N. Kichenok Qureshi      | 1er tour (1/32) Skupski    | Siegemund A. Sitak     | 1er tour (1/16) Daniell       | Dabrowski Mate Pavić    |
| 2020  | 1er tour (1/16) F. Martin  | J. Moore M. Ebden      | Annulé                   | Annulé                   | Annulé                     | Annulé                 | Annulé                        | Annulé                  |
| 2021  | —                          | —                      | 1/4 de finale R. Farah   | Krawczyk Joe Salisbury   | 1/8 de finale R. Klaasen   | N. Broady J. Chardy    | 1er tour (1/32) M. Middelkoop | Voskoboeva Nikola Čačić |
| 2022  | 1er tour (1/32) Bopanna    | L. Kichenok A. Golubev | —                        | —                        | —                          | —                      | —                             | —                       |

N.B. : le nom du partenaire se trouve sous le résultat ; le nom des ultimes adversaires se trouve à droite.

## Parcours aux Masters

### En double dames
| # | Date       | Nom de l'édition       | ($)       | Surface    | Résultat    | Partenaire     | Ultimes adversaires | Score |          |
| - | ---------- | ---------------------- | --------- | ---------- | ----------- | -------------- | ------------------- | ----- | -------- |
| 1 | 10/11/2021 | WTA Finals Guadalajara | 5 000 000 | Dur (int.) | Round Robin | Andreja Klepač |                     |       | Parcours |

## Parcours aux Jeux olympiques

### En double mixte
| # | Date       | Nom de l'olympiade         | Surface    | Résultat       | Partenaire | Ultimes adversaires                    | Score            |          |
| - | ---------- | -------------------------- | ---------- | -------------- | ---------- | -------------------------------------- | ---------------- | -------- |
| 1 | 31/07/2021 | Olympic Tennis Event Tokyo | Dur (ext.) | 1er tour (1/8) | Ivan Dodig | Anastasia Pavlyuchenkova Andrey Rublev | 5-7, 6-4, [11-9] | Parcours |

## Parcours en Fed Cup
| #                                                             | Date       | Lieu      | Surface         | Gagnante(s)                        | Perdante(s)                     | Score         |          |
|                                                               |            |           |                 |                                    |                                 |               |          |
| 2003 - 1er tour (groupe mondial) - Russie - Croatie - 4 : 1   |            |           |                 |                                    |                                 |               |          |
| 1                                                             | 26/04/2003 | Moscou    | Moquette (int.) | Elena Dementieva Anastasia Myskina | Darija Jurak Matea Mezak        | 6-4, 6-4      | Parcours |
|                                                               |            |           |                 |                                    |                                 |               |          |
| 2004 - 1er tour (groupe mondial) - Belgique - Croatie - 3 : 2 |            |           |                 |                                    |                                 |               |          |
| 2                                                             | 24/04/2004 | Bree      | Terre (int.)    | Darija Jurak Iva Majoli            | Elke Clijsters Kirsten Flipkens | 6-4, 6-1      | Parcours |
|                                                               |            |           |                 |                                    |                                 |               |          |
| 2004 - Barrage (groupe mondial I) - Brésil - Croatie - 1 : 4  |            |           |                 |                                    |                                 |               |          |
| 3                                                             | 10/07/2004 | São Paulo | Terre (ext.)    | Darija Jurak                       | Bruna Colosio                   | 6-2, 5-7, 7-5 | Parcours |

## Classements WTA en fin de saison
| Année          | 2001 | 2002 | 2003 | 2004 | 2005 | 2006 | 2007 | 2008 | 2009 | 2010 | 2011 | 2012 | 2013 | 2014 | 2015 | 2016 | 2017 | 2018 | 2019 | 2020 | 2021 | 2022 |
| Rang en simple | 661  | 403  | 203  | 324  | 296  | 376  | 497  | 321  | 342  | 387  | 744  | 890  | –    | –    | –    | –    | 1151 | –    | 1154 | 1235 | –    | –    |
| Rang en double | 978  | 438  | 135  | 156  | 138  | 161  | 305  | 219  | 114  | 81   | 87   | 48   | 46   | 54   | 51   | 33   | 52   | 49   | 42   | 48   | 9    | 230  |

Source : (en) Classements de Darija Jurak sur le site officiel de la Fédération internationale de tennis